# MEDIC
MEDIC – narzędzie zarządzania jakością służące do zarządzania usprawnieniami w przedsiębiorstwie. Opracowane i stosowane przez firmę Philips.
Jest to skrót od pierwszych liter angielskich par słów słów: Measure-Map (mierz-mapuj), Explore-Evaluate (badaj-oceniaj), Define-Describe (definiuj-opisuj), Implement-Improve (wdrażaj-poprawiaj), Control-Confirm (monitoruj-potwierdzaj)

## Działania podejmowane w kolejnych fazach

### Measure-Map
- skupienie na zrozumieniu procesu
- mapowanie procesu: rysunki, diagramy, karty kontrolne, słowa
- określenie sposobu pomiaru i wskaźników

### Explore-Evaluate
- zrozumienie powiązań między procesami i rezultatami
- identyfikacja przyczyn źródłowych

### Define-Describe
- zweryfikowanie rozwiązań
- akcje korygujące

### Implement-Improve
- opracowanie planu wdrożenia
- zastosowanie

### Control-Confirm
- kontrola podjętych działań
- opracowanie systemu kontroli procedury